# Ringmaneter
Ringmaneter (Coronatae) är en ordning i nässeldjursklassen maneter. De flesta maneter i ordningen är små och lever pelagiskt på djupt vatten, men kronmaneten kan nå en storlek på 20–30 centimeter. Ringmaneter har en konisk eller välvd till mer utbredd klocka som delas i en övre och en nedre del av en fåra. Den nedre delen av klockan är flikig eller veckad och har en krans av kraftigare tentakler.